# Bolintin-Deal, Giurgiu
Bolintin-Deal (în trecut, și Băleanu-Moșteni și Bolintinu-Băleanu) este satul de reședință al comunei cu același nume din județul Giurgiu, Muntenia, România. Se afla în Câmpia Găvanu-Burdea. La recensământul din 2002 avea o populație de 4157 locuitori. Localitatea a intrat în atenția publicului în aprilie 1991 când s-a produs un conflict interetnic între români și romi după ce un tânăr român fusese înjunghiat și ucis de către un țigan ursar. 18 case ale romilor au fost incendiate, locuitorii acestora refugiindu-se în Bolintin-Vale.